# سنجاقک دم‌کوتاه تیره

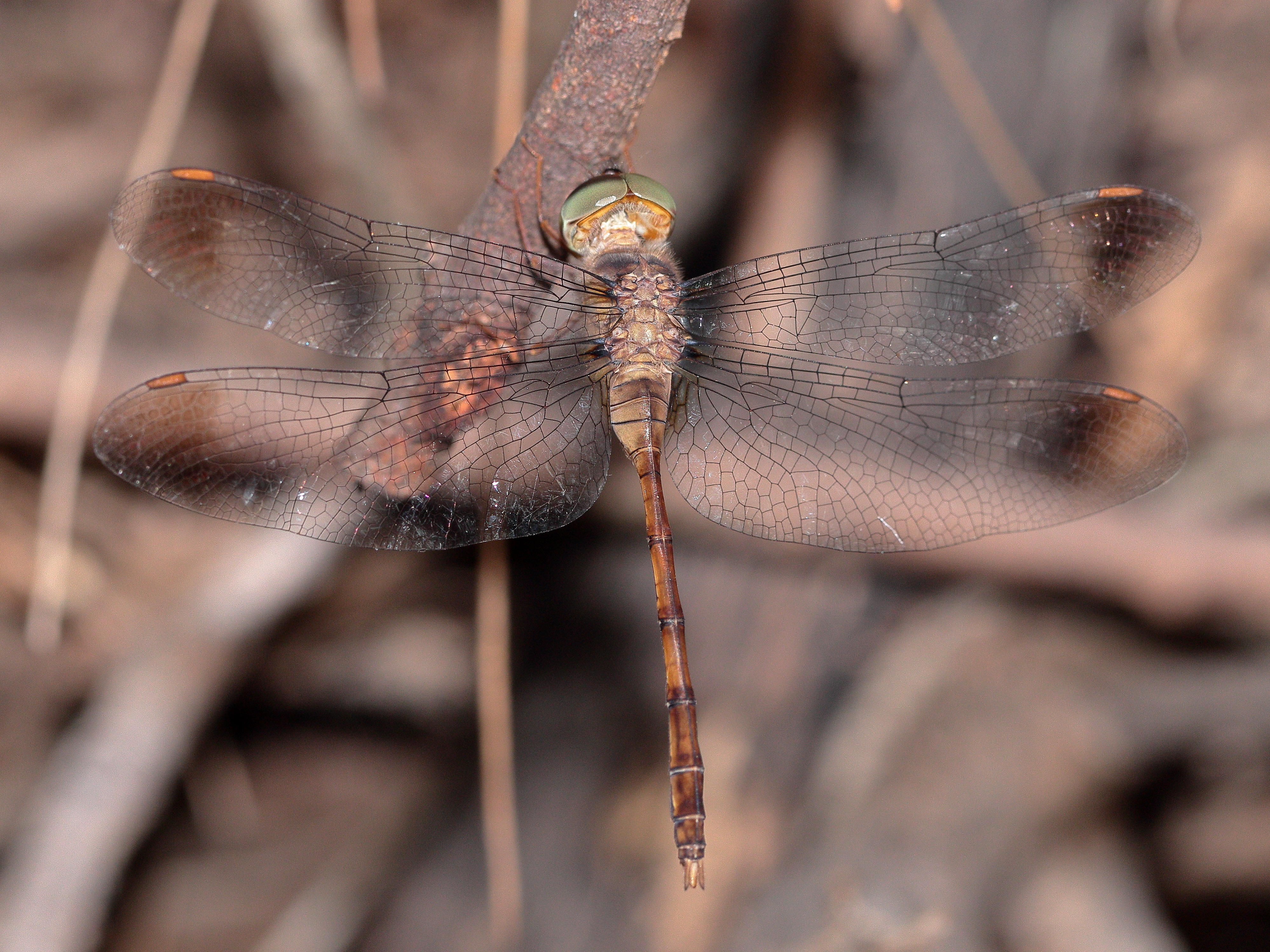
تصویر یک سنجاقک دم کوتاه تیره نر

سنجاقک دم کوتاه تیره (نام علمی: Zyxomma elgneri) نام یک گونه از سرده سنجاقک‌های تیره است.